# J-Men Forever
J-Men Forever, originalmente intitulado "The Secret World War", é um filme estadunidense de comédia de 1979 escrito pr Philip Proctor e Peter Bergman, ambos do Firesign Theatre. O filme é um pastiche usando clipes de filmes de seriados da Republic Pictures, re-dublados com diálogos cômicos para contar uma história de conquista do mundo por sexo, drogas e rock and roll.

## Resumo do filme
No filme, o Lightning Bug, encarnado por vilões espalhafatosos de vários seriados, tenta dominar o mundo com o rock and roll. Mais tarde, ele adiciona sexo e drogas quando a música sozinha não funciona. Ele explica sua mudança de aparência dizendo: "Estou trazendo todas as minhas cinco fantasias!" O Lightning Bug é dublado pelo lendário DJ de rádio M. G. Kelly (também chamado de "Metralhadora" Kelly).
Peter Bergman interpreta o chefe e Philip Proctor interpreta o agente Barton. Eles aparecem em sequências em preto e branco no estilo de época que são usadas para enquadrar os clipes redublados de perseguições de carros, explosões, homens voadores, vilões e vilões sinistros, lutas e vários outros perigos que são amarrados em um enredo um tanto incoerente.

## Trama
As primeiras vítimas do Bug são os magnatas do recorde Lawrence Milk e Jive Davis , que são hipnotizados ou incitados a se matar, e o líder da banda 'Scream' Dorsey , cujo carro é preso e depois cai de um penhasco. O Bug, seus capangas e capangas (incluindo a vilã Sombra) são combatidos pelos J-Men, um grupo de agentes do governo contratados pelo lendário J. Eager Believer .
Além do Chief e seu ajudante atrapalhado, Agent Barton, os J-Men incluem os agentes Spike, Claire e Lance, Buzz Cufflink, Yank Smellfinger, James Armhole, Rocket Jock (clipes de Commando Cody de Radar Men from the Moon ), a Lone Star (clipes do Capitão América ), o Caped Madman (clipes do Capitão Marvel de Adventures of Captain Marvel ; que se transforma usando a frase " Sh-Boom "), Spy Swatter (clipes de Spy Smasher ), Sleeve Coat, Juicy Withers e Almirante Balzy . Muitos deles parecem ter mortes horríveis e inevitáveis no decorrer do filme.
Os J-Men trabalham em cooperação com a FCC (Federal Culture Control), opondo-se ao Lightning Bug com Muzac (criado pelo MUSAC , o Comando Militar Underground Sugared Airwaves), depois com uma bomba para explodir a base do Lightning Bug na Lua. No entanto, o Inseto Relâmpago os derrota, aumentando seu som muito alto e explodindo a própria Lua (e toda a cidade de Nova York no processo, o que os J-Men consideram uma "dupla vitória").
No final do filme, o agente Barton recita tristemente a lista de J-Men que supostamente deram suas vidas na luta épica contra o Bug. O Chefe ri, então começa a engasgar com um charuto que está fumando. Depois que ele para de engasgar, The Chief aponta que os J-Men são flexíveis o suficiente para sobreviver a qualquer situação de risco de vida, e os clipes finais (da edição da semana seguinte da série) mostram exatamente como cada J-Man escapou de seu perigo particular.

## Trilha sonora
A trilha sonora de rock clássico do filme é o catálogo da gravadora A&M, apresentando músicas de Budgie, The Tubes, Head East e Billy Preston..

## Estreia
O filme não foi notado durante sua exibição nos cinemas, mas dois anos depois foi popular o suficiente quando foi apresentado pelo chefe da International Harmony, Stuart Shapiro, no programa Night Flight da USA Network, a ponto de se tornar um fenômeno cult.  Foi lançado em DVD em 19 de novembro de 2002 pela Cult DVD.